# Chloroclystis aristias
Chloroclystis aristias là một loài bướm đêm trong họ Geometridae.